# Gran Canaria

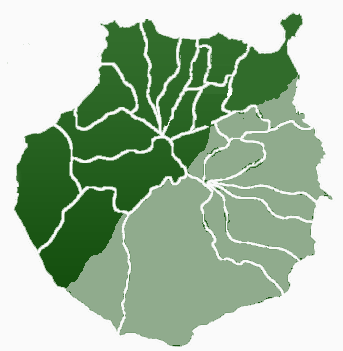
Gran Canaria területi felosztása a spanyol hódítás idején (sötétzöld: Gáldar „királyság”, világoszöld: Telde „királyság”)

Gran Canaria (spanyolul am. „Nagy Kanári-sziget”) a Kanári-szigetek névadó tagja. A Spanyolországhoz tartozó, csaknem kör alakú sziget 1532 km²-en terül el az Atlanti-óceánban; közepén az 1949 méteres Pico de las Nieves vulkán magasodik, a Tejeda-hegység legmagasabb tagjaként.

## Természeti viszonyok
Gran Canaria a Kanári-szigetek szigetcsoport tagjaként az Atlanti-óceánban fekszik. 1350 kilométer távolságban van Európa legközelebbi pontjától és mindössze 150 km-re található Afrika északnyugati partjaitól. Területe 1560, más adat szerint 1532 km². Neve ellenére nem a szigetcsoport legnagyobbja, ugyanis területileg csak harmadik Tenerife és Fuerteventura után, habár a Kanári-szigetek közül az első, gazdasági, politikai és turisztikai jelentőségét tekintve.
A csaknem kör alakú sziget közepén az 1949 méteres Pico de las Nieves vulkán magasodik, a Tejeda-hegység legmagasabb tagjaként.
A hegység hágói, völgyei és sziklái vadregényes tájakkal választják ketté Gran Canaria déli és északi részét. Az éghajlat kettőssége, eltérő flórája és faunája miatt a szigetet kis kontinensnek is nevezik.
Ez az elválás nem csupán égtáj szerint értendő: amíg a sziget északi részén csapadékos éghajlatot találunk buja növényzettel és ültetvényekkel, közepe kopár „holdbéli táj”, déli partja pedig száraz, szinte sivatagos. Így aztán északon fejlett a mezőgazdaság: a vulkánok lankáin nem ritkák a szőlő-, banán- vagy dohányültetvények. Itt vannak a fontosabb városok: többek között Las Palmas, a sziget legnagyobb városa, a Keleti Kanári-szigetek fővárosa. A déli parton Puerto Ricótól San Augustinig szinte összeépítették a part városait.

### Képek

#### Központi hegyvidék

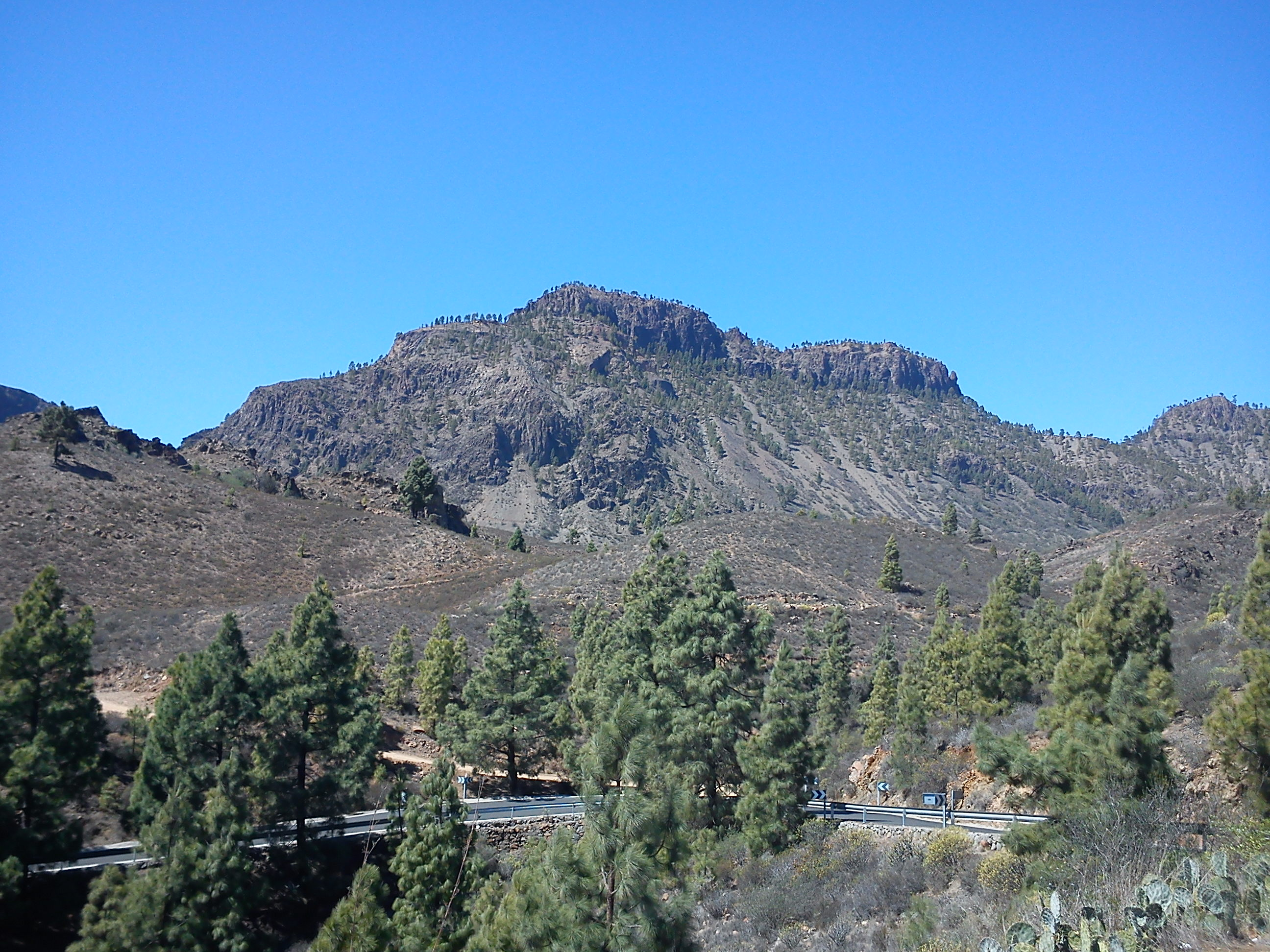
Gran Canaria központi hegyei
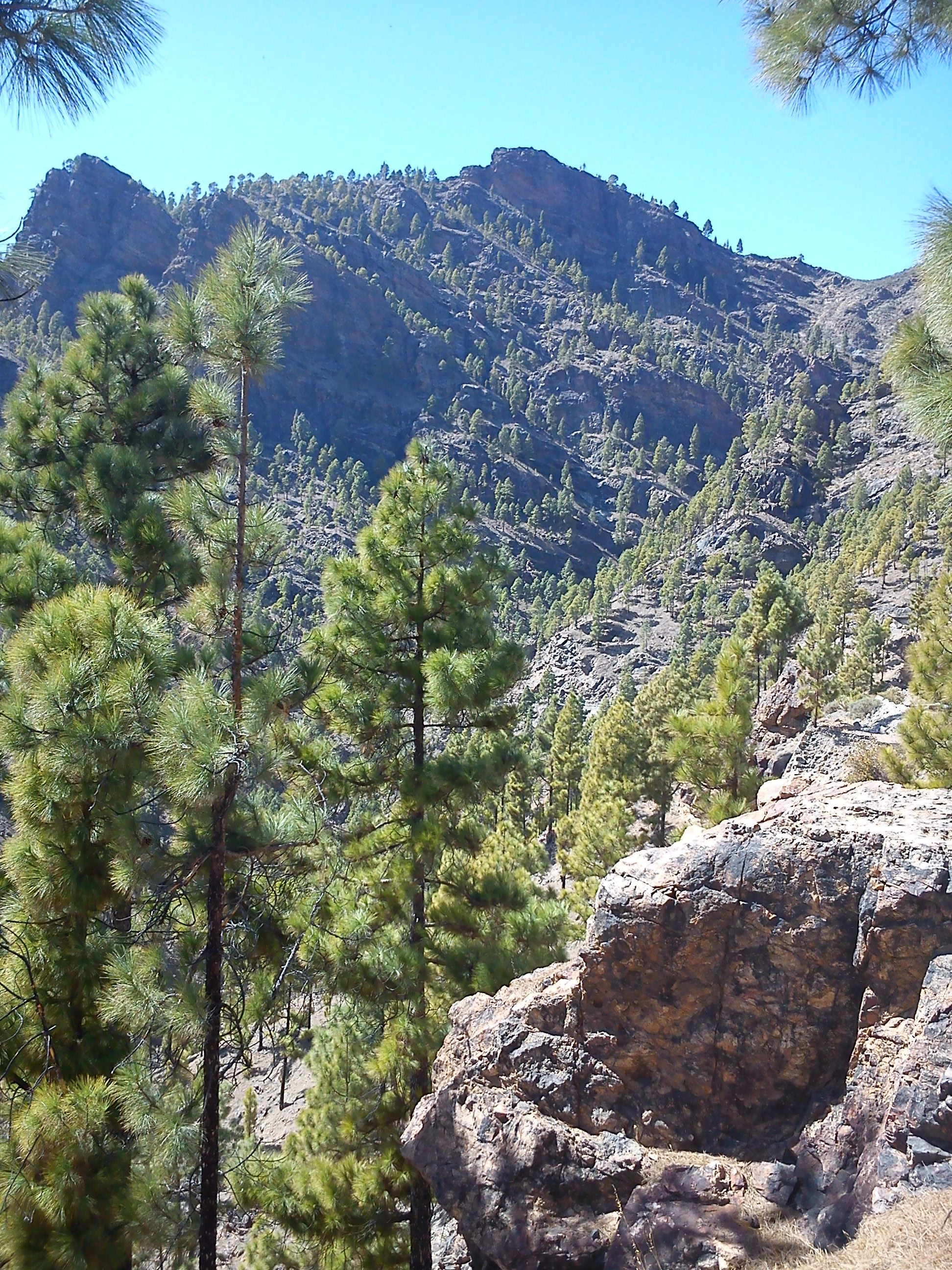
Kanári fenyők (Pinus canariensis)
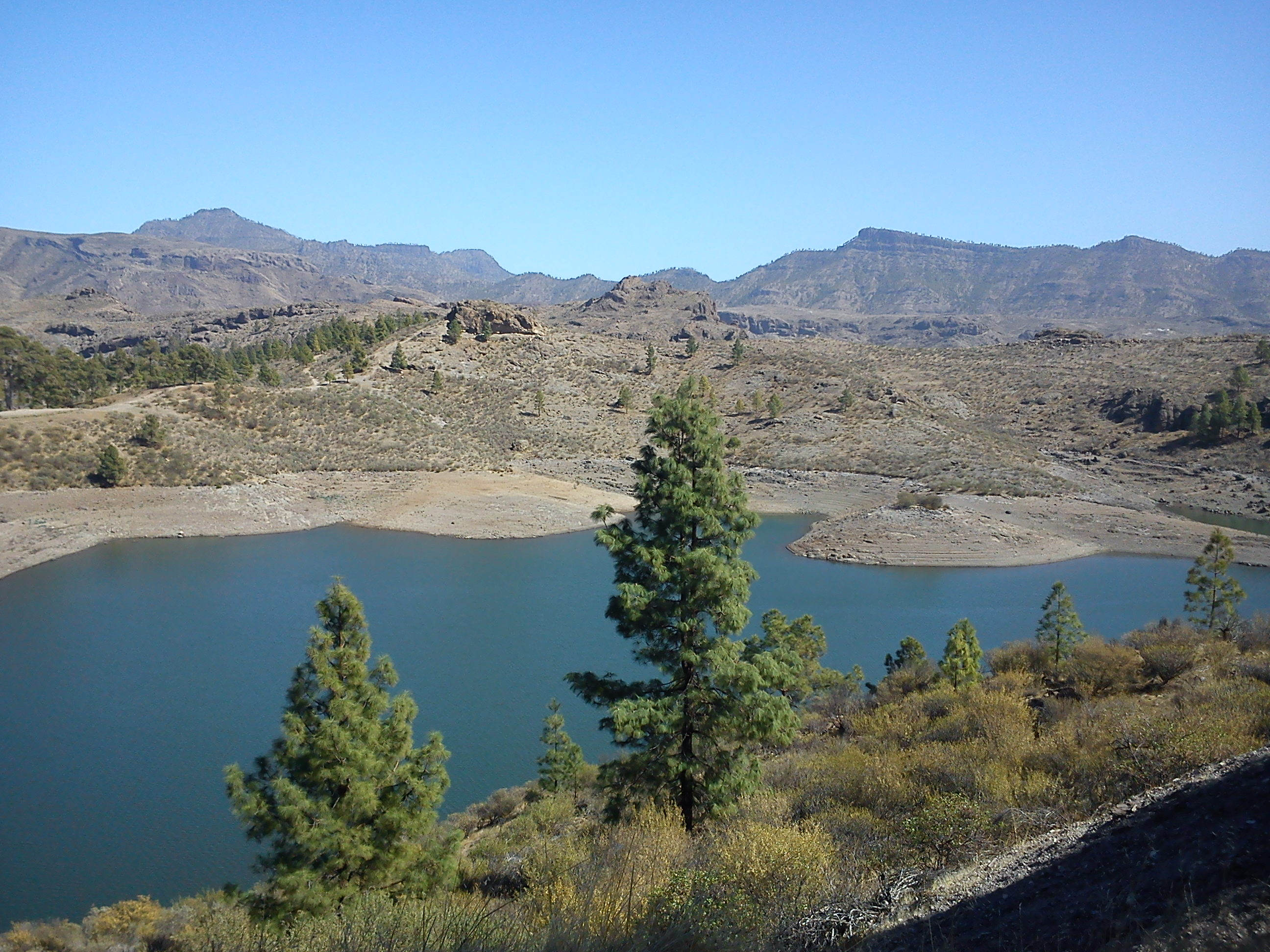
Víztározó, Embajada de Cueva de las Niñas

#### Tengerpartok

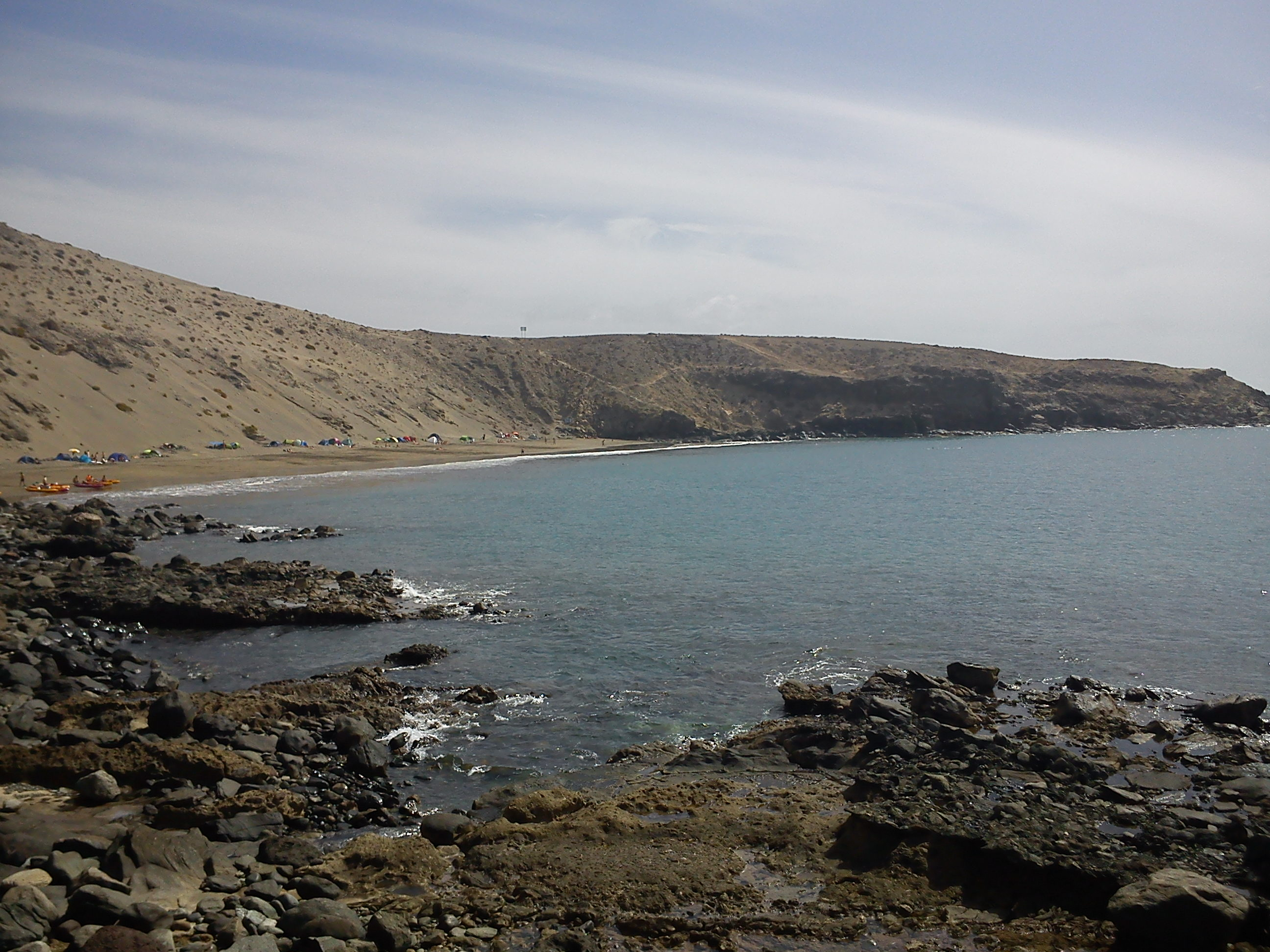
Szabadstrand Pasito Blanco közelében
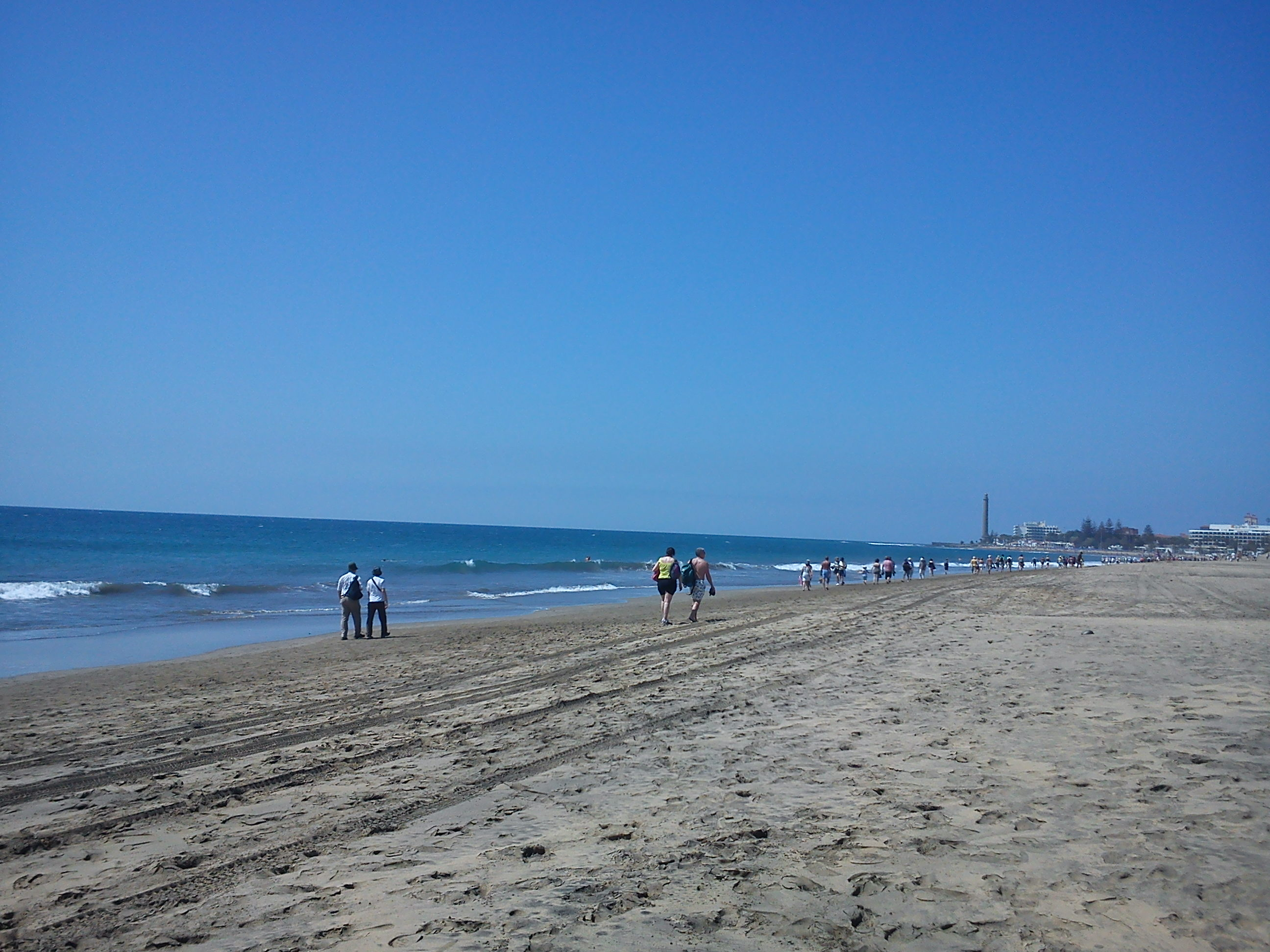
Homokos part Maspalomas mellett a sziget déli részén
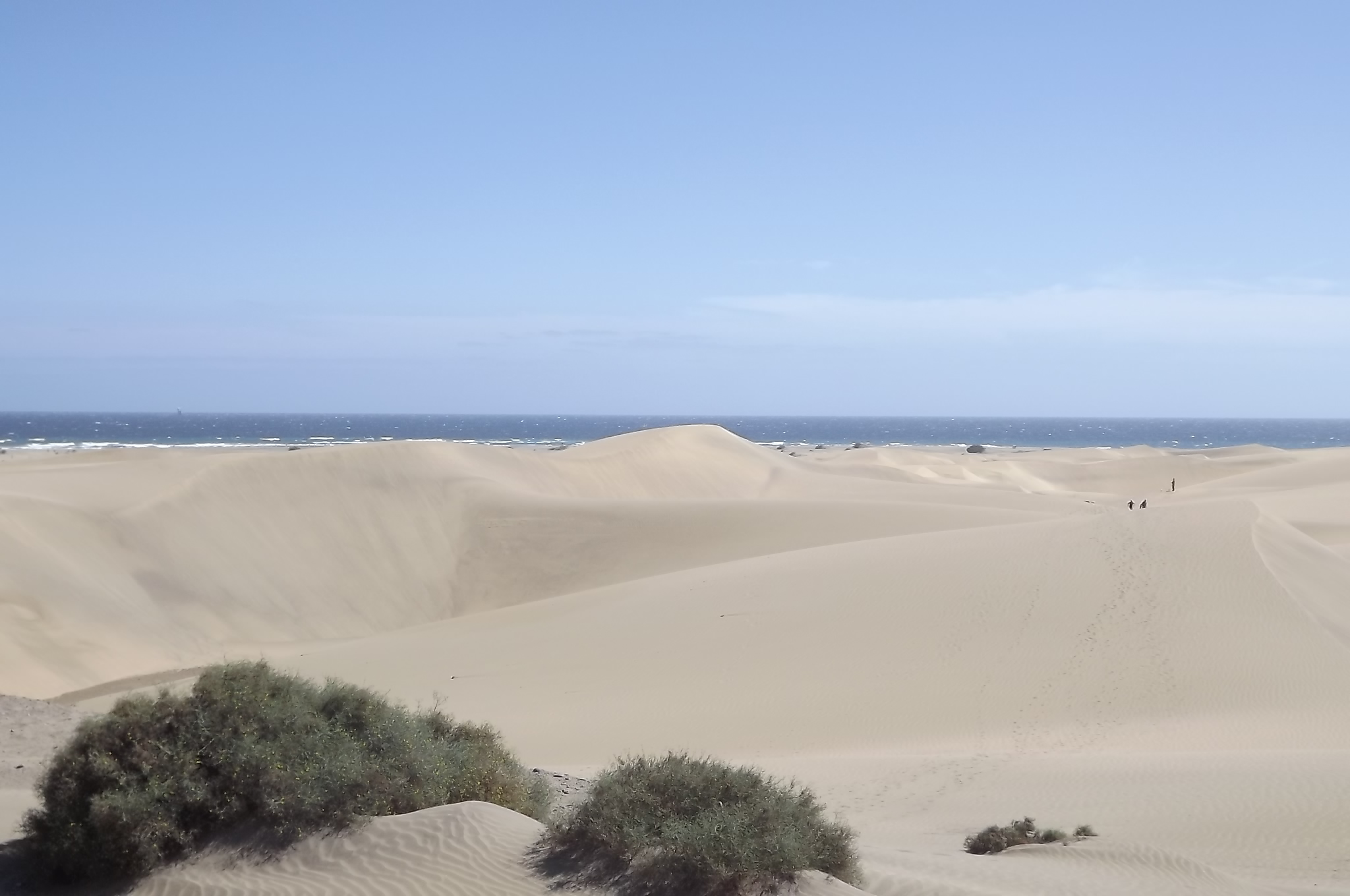
Maspalomas homokdűnéi
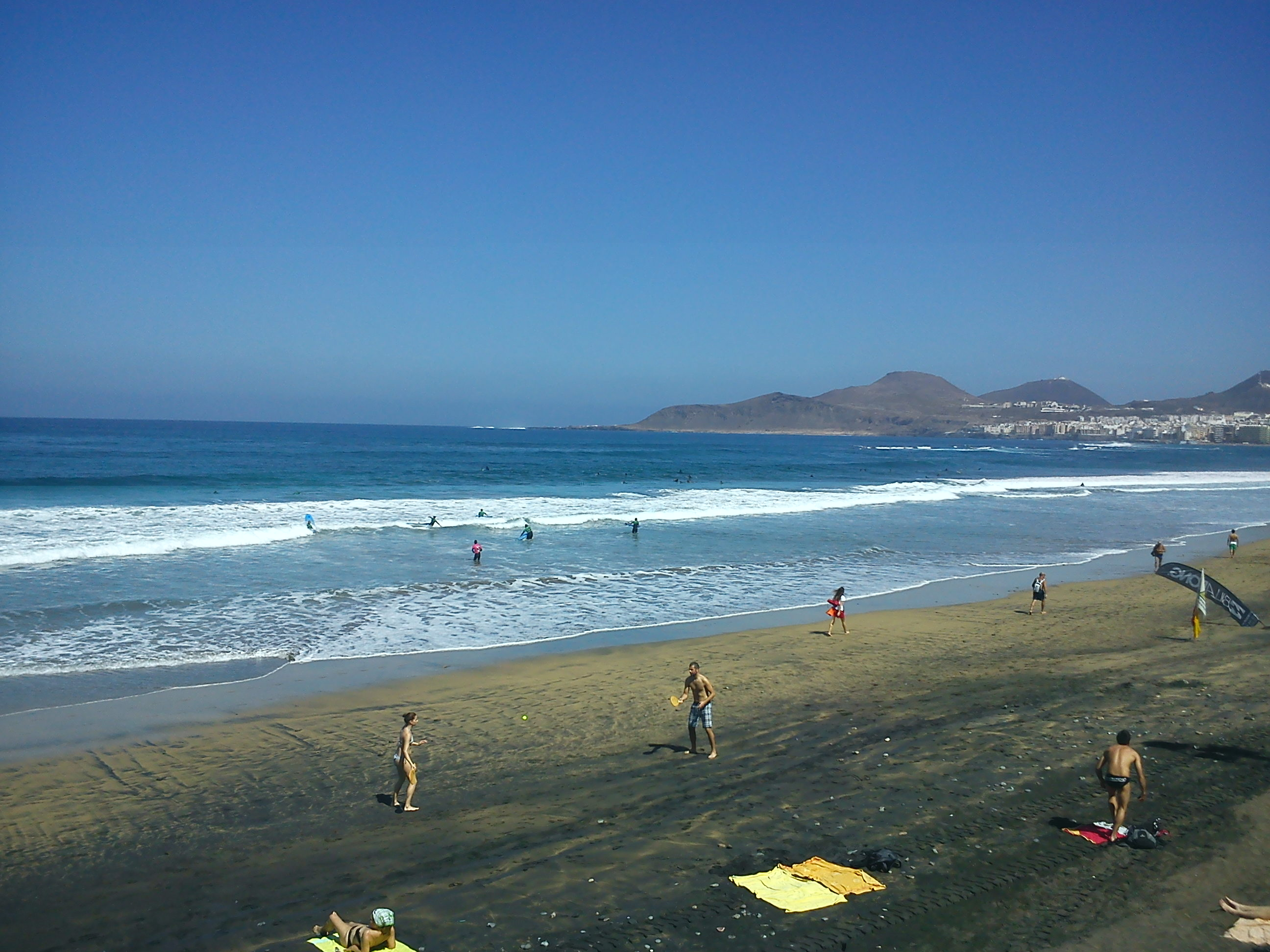
Las Palmas strandjainak egyike
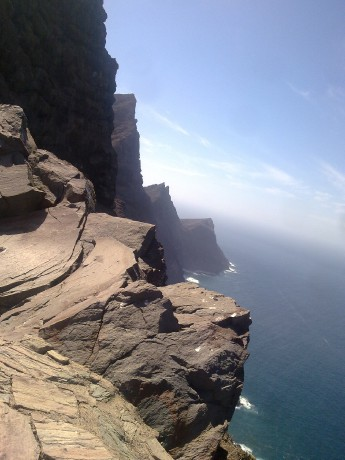
Tengerpart a sziget nyugati oldalán, Montaña Tablada

#### Növényvilág

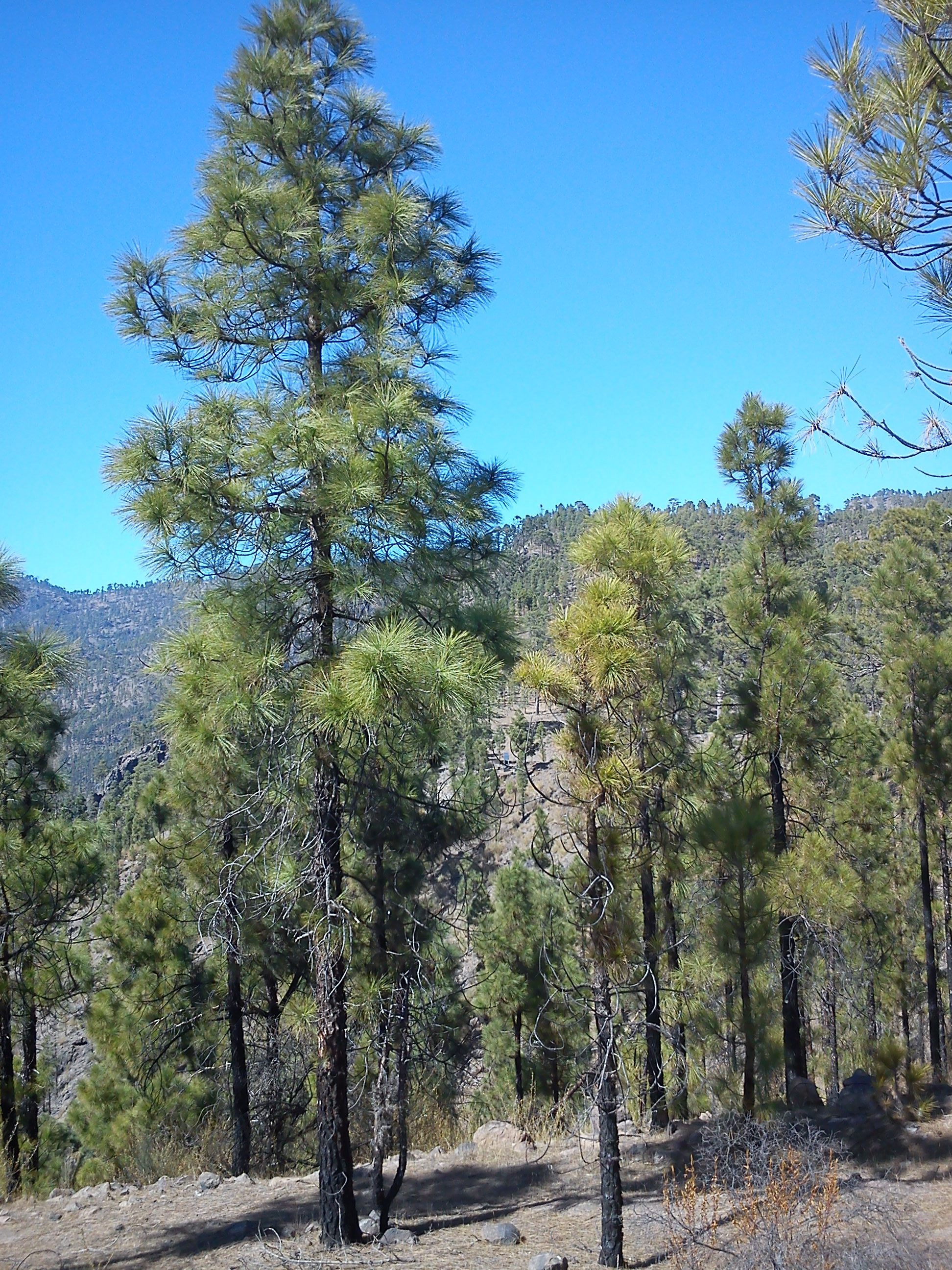
Kanári fenyő (Pinus canariensis), amely a központi hegyekben gyakran hegyoldalakat borít
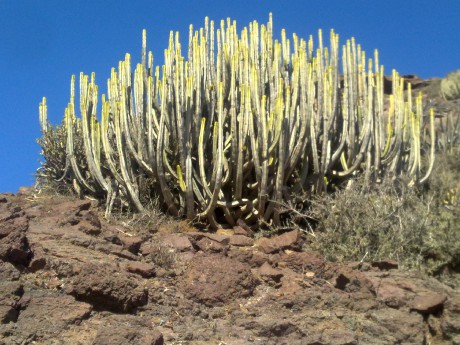
A Kanári kutyatej gyakori a sziget száraz, kopár részein
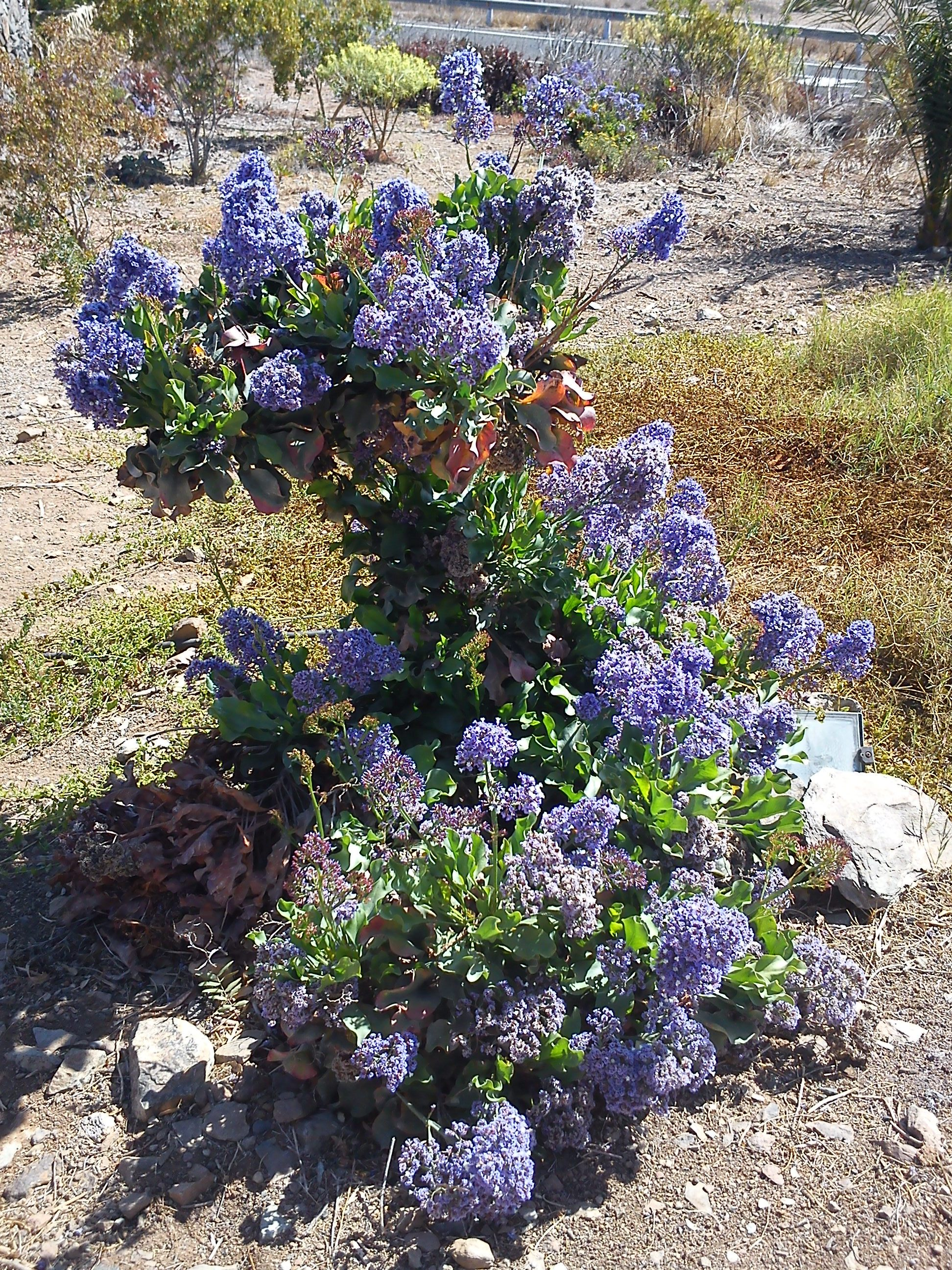
A fásodó szárú sóvirág-féle (Limonium sventenii) mutatós virágokkal rendelkezik
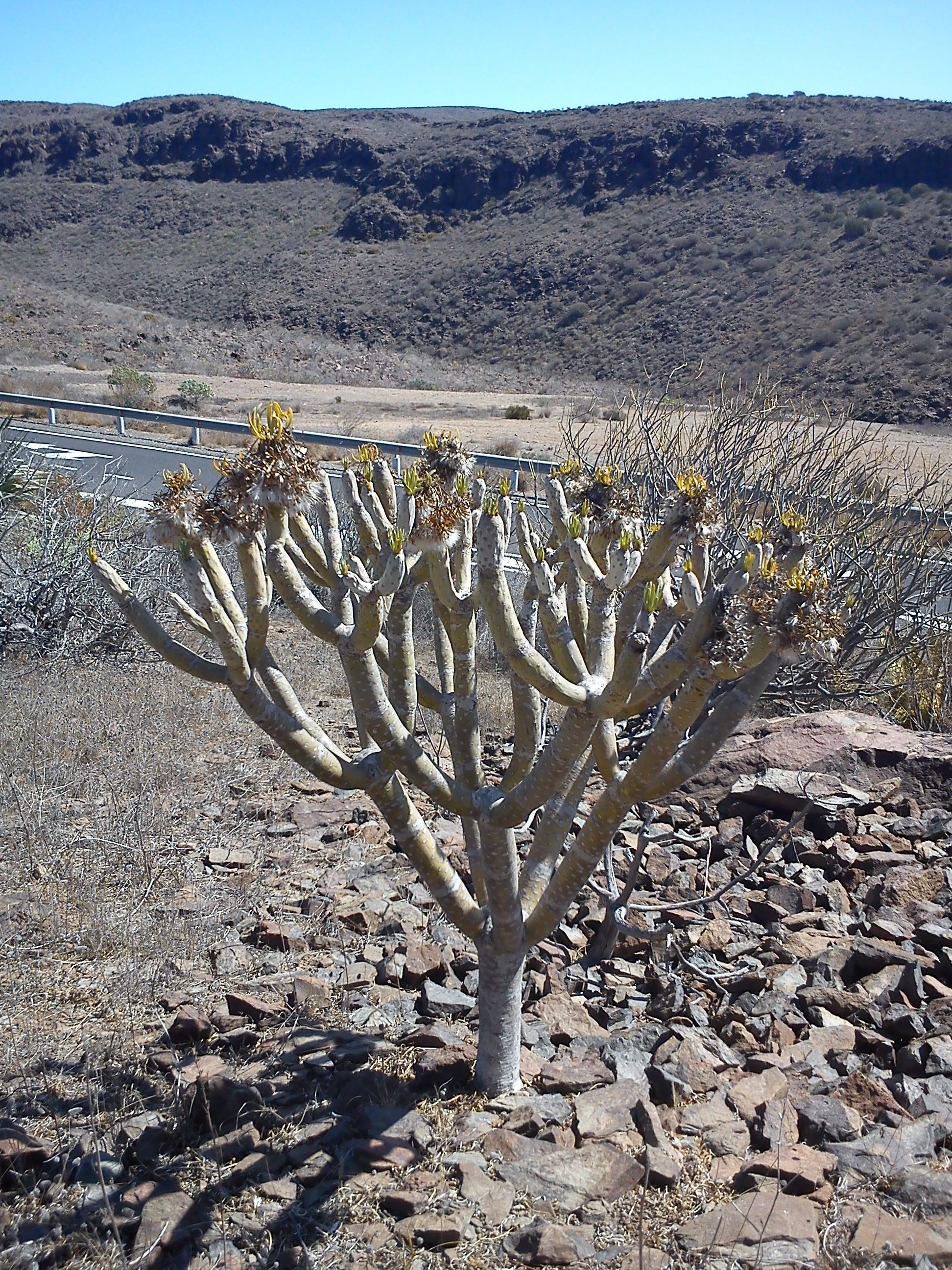
A Senecio kleinia és rokon fajai gyakoriak a kopár hegyoldalak szukkulens vegetációjában
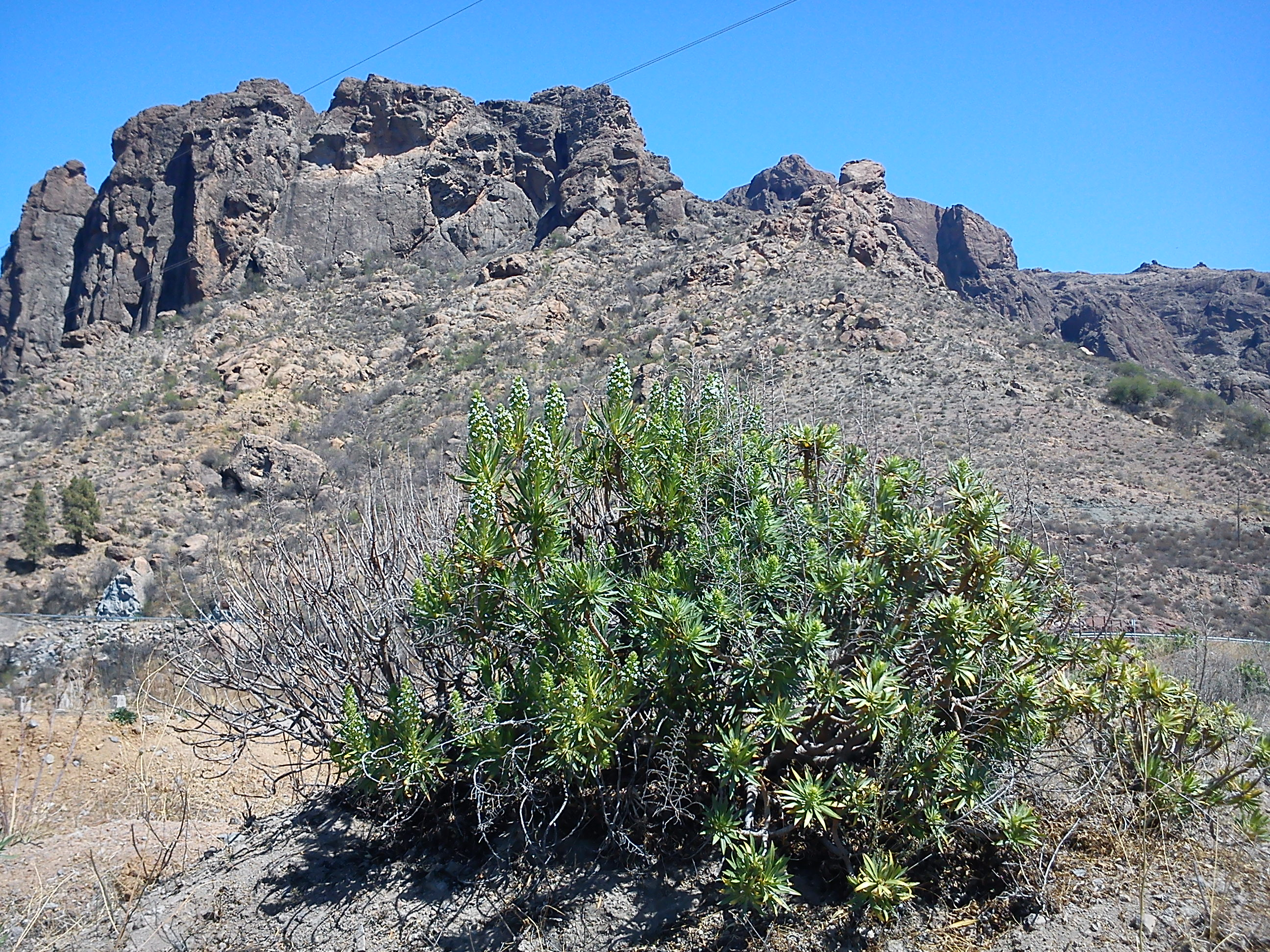
A cserjés Echium decaisnei gyakran előfordul
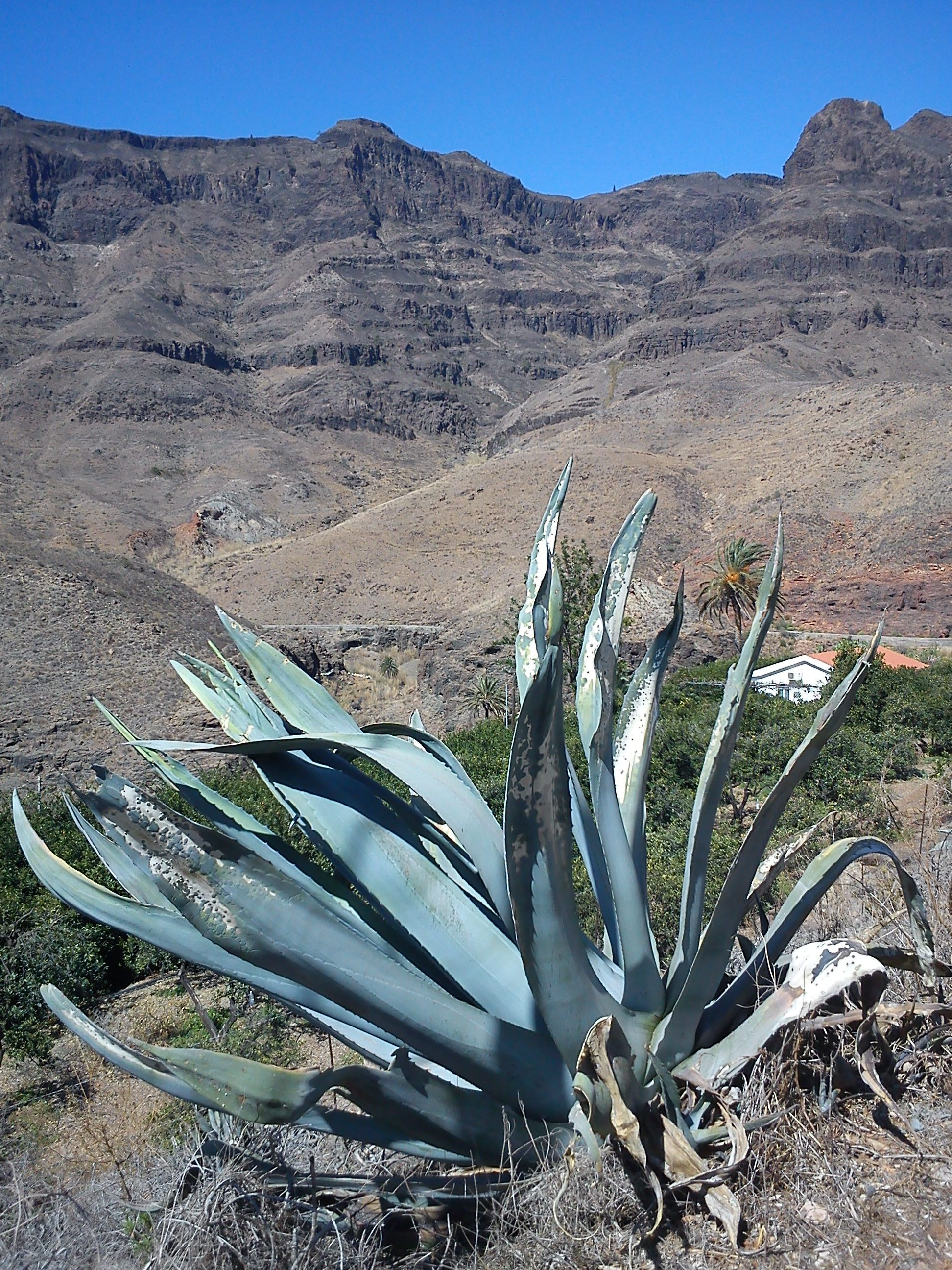
Magányos Agave americana
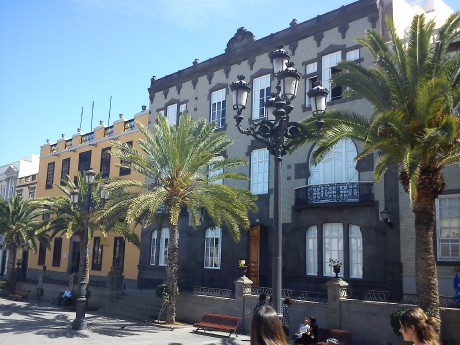
A kanári datolyapálma (Phoenix canariensis) városi sorfaként és szabadon is előfordul
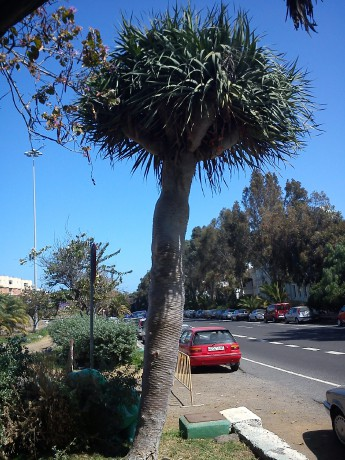
Kanári sárkányfa (Dracaena draco) Las Palmasban
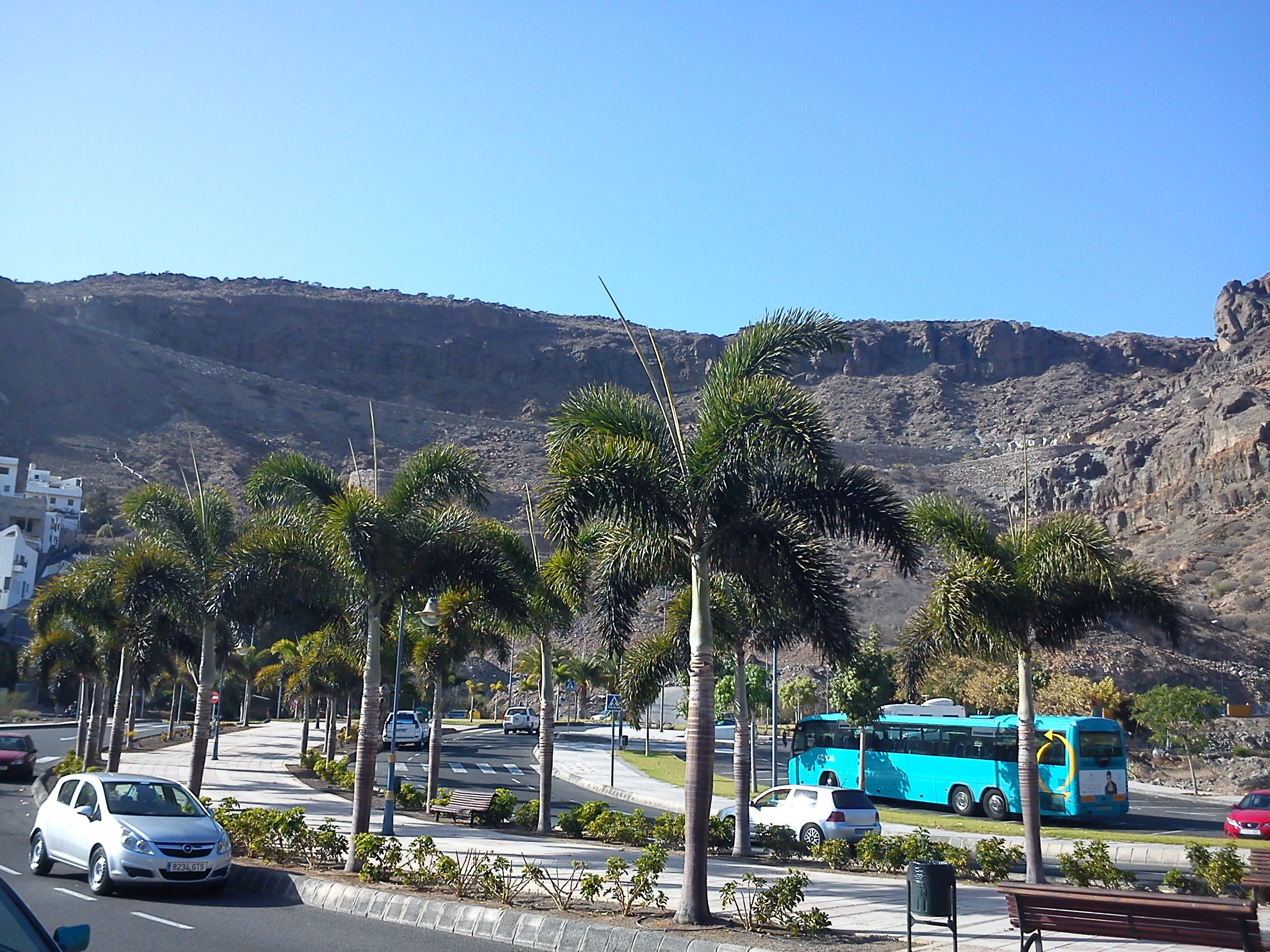
Királypálmák (Roystonea regia) Puerto de Mogán mellett, csak öntözéssel és városi környezetben marad meg
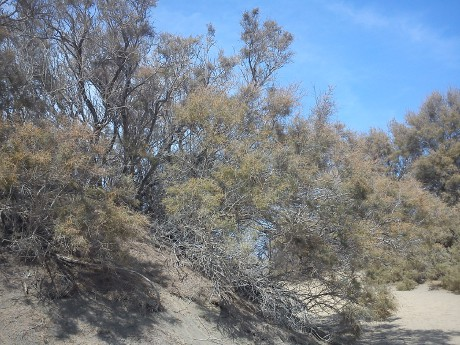
Tamariska bokrok borítják a Maspalomas melletti homokdűnék egy részét

### Éghajlat
| Hónap                                                                           | Jan. | Feb. | Már. | Ápr. | Máj. | Jún. | Júl. | Aug. | Szep. | Okt. | Nov. | Dec. | Év   |
| ------------------------------------------------------------------------------- | ---- | ---- | ---- | ---- | ---- | ---- | ---- | ---- | ----- | ---- | ---- | ---- | ---- |
| Rekord max. hőmérséklet (°C)                                                    | 29,5 | 30,9 | 34,0 | 34,3 | 36,0 | 36,9 | 44,2 | 39,2 | 39,0  | 36,0 | 36,2 | 29,4 | 44,2 |
| Átlagos max. hőmérséklet (°C)                                                   | 20,8 | 21,2 | 22,3 | 22,6 | 23,6 | 25,3 | 26,9 | 27,5 | 27,2  | 26,2 | 24,2 | 22,2 | 24,2 |
| Átlagos min. hőmérséklet (°C)                                                   | 15,3 | 15,6 | 16,2 | 16,3 | 17,3 | 19,2 | 20,8 | 21,6 | 21,4  | 20,1 | 18,1 | 16,5 | 18,2 |
| Rekord min. hőmérséklet (°C)                                                    | 10,2 | 9,4  | 10,5 | 12,0 | 12,2 | 14,4 | 16,4 | 17,6 | 16,8  | 14,8 | 12,8 | 12,0 | 9,4  |
| Átl. csapadékmennyiség (mm)                                                     | 25   | 24   | 13   | 6    | 1    | 0    | 0    | 0    | 9     | 16   | 22   | 31   | 149  |
| Havi napsütéses órák száma                                                      | 184  | 191  | 229  | 228  | 272  | 284  | 308  | 300  | 241   | 220  | 185  | 179  | 2821 |
| Forrás: World Meteorological Organization (UN), Agencia Estatal de Meteorología |      |      |      |      |      |      |      |      |       |      |      |      |      |

| Las Palmas, Gran Canaria          | Las Palmas, Gran Canaria | Las Palmas, Gran Canaria | Las Palmas, Gran Canaria | Las Palmas, Gran Canaria | Las Palmas, Gran Canaria | Las Palmas, Gran Canaria | Las Palmas, Gran Canaria | Las Palmas, Gran Canaria | Las Palmas, Gran Canaria | Las Palmas, Gran Canaria | Las Palmas, Gran Canaria | Las Palmas, Gran Canaria | Las Palmas, Gran Canaria |
| Hónap                             | Jan                      | Feb                      | Mar                      | Apr                      | Maj                      | Jun                      | Jul                      | Aug                      | Sep                      | Okt                      | Nov                      | Dec                      | Éves                     |
| --------------------------------- | ------------------------ | ------------------------ | ------------------------ | ------------------------ | ------------------------ | ------------------------ | ------------------------ | ------------------------ | ------------------------ | ------------------------ | ------------------------ | ------------------------ | ------------------------ |
| Átl. víz hőm. °C (°F)             | 20.0 (68.0)              | 19.1 (66.4)              | 19.1 (66.4)              | 19.3 (66.7)              | 20.0 (68.0)              | 21.0 (69.8)              | 21.8 (71.2)              | 22.5 (72.5)              | 23.4 (74.1)              | 23.4 (74.1)              | 22.1 (71.8)              | 20.5 (68.9)              | 21 (69.8)                |
| Napi napos órák                   | 11.0                     | 11.0                     | 12.0                     | 13.0                     | 14.0                     | 14.0                     | 14.0                     | 13.0                     | 12.0                     | 11.0                     | 11.0                     | 10.0                     | 12.2                     |
| Átl. UV index                     | 4                        | 6                        | 8                        | 9                        | 10                       | 11                       | 11                       | 11                       | 9                        | 7                        | 5                        | 4                        | 7.9                      |
| seatemperature.org; Weather Atlas |                          |                          |                          |                          |                          |                          |                          |                          |                          |                          |                          |                          |                          |

## Történelem

Gran Canaria zászlaja

A „Gran Canaria” nevet a rómaiak adták a szigetnek, és az rajta maradt annak ellenére, hogy római valószínűleg sosem tette rá a lábát. Ez valószínűleg a kutya latin nevéből (Canis) származik, mert II. Juba észak-afrikai uralkodó beszámolója alapján a névadó idősebb Plinius úgy gondolta, hogy a szigeteken sok kutya él.
A spanyol hódítók több sikertelen kísérlet után 1478-ban, Juan Rejón vezetésével vetették meg lábukat rajta. Bár több győzelmet is aratott, sőt, Doramas, a Telde királyság guanartaméja (főnöke) ellentámadását is leverte, Rejónt mégis elmozdították pozíciójából, és a király Pedro de Verára bízta a hadjárat vezetését. Ő a következő öt évre szüneteltette a hadakozást, és a meggyőzés eszközével próbált diadalt aratni. 1483-ban a sziget guancs főnöke, Tenisor Semidan áttért a keresztény hitre, és ezután meggyőzte honfitársait, hogy adják meg magukat. Spanyolország új gyarmataként, hamarosan a mindenfelől idesereglő kalandor csőcselék prédájává vált.

## Népesség
A 838 ezer lakos közel 3,2 milliós vendégsereget vonz évente.

## Közigazgatás

Gran Canaria községei

Gran Canaria közúti térképe

A szigeten 21 község (municipio) található. A főváros, Las Palmas de Gran Canaria Las Palmas tartomány egyik fővárosa.
| Név                                 | Terület (km²) | Népesség   | Népesség   | Népesség   |
| Név                                 | Terület (km²) | (2001, fő) | (2011, fő) | (2018, fő) |
| ----------------------------------- | ------------- | ---------- | ---------- | ---------- |
| Agaete                              | 45,50         | 5.202      | 5.735      | 5.573      |
| Agüimes                             | 79,28         | 20.124     | 29.641     | 31.152     |
| Artenara                            | 66,70         | 1.319      | 1.252      | 1.090      |
| Arucas                              | 33,01         | 32.466     | 36.771     | 37.691     |
| Firgas                              | 15,77         | 6.865      | 7.606      | 7.491      |
| Gáldar                              | 61,59         | 22.154     | 24.358     | 24.209     |
| Ingenio                             | 38,15         | 24.439     | 30.022     | 30.831     |
| Mogán                               | 172,44        | 12.444     | 22.847     | 19.657     |
| Moya                                | 31,87         | 8.137      | 8.043      | 7.728      |
| La Aldea de San Nicolás             | 123,58        | 7.668      | 8.522      | 7.608      |
| Las Palmas de Gran Canaria          | 100,55        | 354.863    | 381.271    | 378.517    |
| San Bartolomé de Tirajana           | 333,13        | 34.515     | 53.440     | 53.588     |
| Santa Brígida                       | 23,81         | 17.598     | 18.878     | 18.314     |
| Santa Lucía de Tirajana             | 61,56         | 47.652     | 66.725     | 71.863     |
| Santa María de Guía de Gran Canaria | 42,59         | 13.893     | 14.149     | 13.924     |
| Tejeda                              | 103,30        | 2.400      | 2.136      | 1.921      |
| Telde                               | 102,43        | 87.949     | 101.080    | 102.424    |
| Teror                               | 25,70         | 12.042     | 12.857     | 12.449     |
| Valleseco                           | 22,11         | 3.949      | 3.896      | 3.784      |
| Valsequillo de Gran Canaria         | 39,15         | 7.964      | 9.118      | 9.278      |
| Vega de San Mateo                   | 37,89         | 6.979      | 7.737      | 7.625      |
| Összesen                            | 1.560,11      | 730.622    | 846.084    | 846.717    |

## Gazdaság
A spanyol hódítás utáni időszakban a sziget gazdasága a cukorexport, valamint Spanyolország és az amerikai gyarmatok kereskedelmének köszönhetően virágzott. Amikor azonban a Kanári-szigetek cukra iránti kereslet megcsappant, és beköszöntött a borászat aranykora, a sziget háttérbe szorult legfőbb riválisa, a bortermelésben élenjáró Tenerife mögött. Korábbi gazdasági stabilitását csak a 19. század végére sikerült helyreállítani, amikor fővárosát, Las Palmast a gyarmati brit hajóforgalom ellátó bázisává építették ki.
Jelenleg a fő bevételt a sziget déli felén összpontosuló turizmus adja.

### Közlekedés
A legfontosabb kikötő a Puerto de la Luz, Las Palmas kikötője. A sziget repülőtere a Gran Canaria repülőtér.

### Turizmus
Évente közel 3,2 millióan látogatnak a szigetre. A helyiek szerint itt az év 365 napjából 320-ban süt a nap, ami a napozás szerelmesei számára ideális.
Gran Canaria mintegy összefoglalja magában mindazt, ami a többi szigeten található. Rendelkezik a kiépített strandokkal: 7,3 km hosszú sárga homokos strand San Agustintól - Meloneras-ig/Pasito Blancóig (Anexo II. Parkoló: 15 m-re lehet a dűnés strand mellett leparkolni néhány euróért 2-3 órára, nagyon praktikus kisgyerekkel, sok cuccal strandolóknak!), vagy a Charca környéke (édesvízi tó a dűnék mellett) Melonerason gyönyörű homokos strand,  parti házakkal, és a legmegközelíthetetlenebb vadregényes tengerpartokkal, itt vannak a legjobban védett völgyek, a legmélyebb vulkáni barázdák, és általában a legérdekesebb természeti sajátosságok.
Gran Canaria úgy él a köztudatban, mint tömegturizmusra berendezkedett üdülőhely, ahol egymást érik a szállodák és homokos, sziklás strandok. Aki ellátogat ide, az megbizonyosodhat róla, hogy milyen sok egyéb, elsősorban természeti szépségű látnivalót, műemléket, kultúrtörténeti érdekességet, szórakozási és vásárlási lehetőségeket kínál ez a sziget. Gran Canaria tájképe is változatos. Északon meredek, sziklás és csapadékosabb a vidék, míg keleti és déli oldala lankás és száraz, sivatagos jellegű.
Nem közismert, hogy a sziget fővárosa, Las Palmas milyen hangulatos, változatos, igazi spanyol város. Városi strandja, a Las Canteras nagy durranás. 35-40 év fölötti, buliéletre nem kíváncsi, de a nagyvárosi életet a nyaralással szívesen kombináló utazóknak nagyon ajánljuk Las Palmast!
Nagyon pozitív, hogy a szigeten szinte minden szálloda elérhető  egy órán belül. Az autópályát folyamatosan építik, ráadásul ingyenes a használata. Könnyű és kényelmes az autóbérlés. Az autóbérléshez itt is, betöltött 18. életév, érvényes jogosítvány és dombornyomott bankkártya szükséges. 25 alatt és 70 felett számolhatnak fel pótdíjakat. A szerződés aláírásánál kell legjobban észnél lenni, különösen a felajánlott biztosítások tekintetében.
Az állandóan kellemes éghajlatnak köszönhetően, az aktív turizmus, a sportolás szerelmesei bármikor hódolhatnak kedvtelésüknek, legyen az windsurf, golf és/vagy aki a tengerparti pihenést valamilyen aktív mozgással szeretné még változatosabbá tenni.
Legismertebb üdülőhelye Playa del Ingles ès Maspalomas a végtelennek tűnő strandon homokdűnék sorakoznak, melyek között szélvédett völgyeket találunk, ahol télen is élvezhetjük a meleg napsugarakat a sivatagi környezetben. Itt kezdődnek (Meloneras) az elegáns szállodasorok, ahol mindenki megtalálja a számára megfelelő szálláshelyet. Szórakozási és bevásárlási lehetőségekről a „Kasbah”, „Yumbo/Jumbo "és „Cita” ,"Varadero" központok, ShopingCenter-ek gondoskodnak.
Nyáron a 36-38 fokban nem is hideg a tenger (20-22 fok), Gran Canarián több a jó homokos part, mint Tenerifén - a csúcs Las Palmasban a Las Canteras városi strand. A Maspalomas környéki csodás színű és jellegű homokdűnék, és az ottani tó a szép madarakkal. A kék zászlós strandok tengervízének tisztasága, Puerto de Mogan és térségének egyedi, bájos hangulata. Andalogni, embereket nézni Las Palmas sétányán. Las Palmas két nagyon hangulatos, szuper óvárosi negyede: a Triana és a Vegueta (este kell látni).
A Palmitos Park: sok kaktusz és pálmafa látványa, csodás virágok mindenfelé. Nincsenek kellemetlen, veszélyes rovarok, s egyéb állatok (legfeljebb egyes hotelek földszinti szobáiban csótányok).
A szörfözők Las Palmas és Maspalomas közelében, a széllovasok a délkeleti parton találnak megfelelő partszakaszokat.

## Kapcsolódó szócikk
- A Kanári-szigetek történelme